# Friedrich Lorenz Schmidt
Friedrich Lorenz Schmidt (* 8. Februar 1886 in Zeulenroda; † 30. Juli 1970) war ein Thüringer Heimatschriftsteller.

## Leben
Geboren als Sohn eines Strumpfwirkers besuchte Schmidt nach dem Schulabschluss ein Lehrerseminar im thüringischen Greiz und kehrte danach zurück in seine Heimatstadt Zeulenroda. Von 1903 bis 1954 war er als Lehrer tätig. Schon in jungen Jahren befasste sich Schmidt mit der Geschichte Zeulenrodas. 1912 verfasste er erste Artikel darüber. Im Laufe der Zeit schrieb Schmidt 100 geschichtliche Aufsätze, die in der lokalen Presse und Fachliteratur veröffentlicht wurden, und wurde dadurch als Heimatschriftsteller über die Grenzen Zeulenrodas hinaus bekannt.
Schmidt erarbeitete sich große Verdienste an der Zeulenrodaer Volkshochschule vor 1933. Er rettete u. a. eine der drei im gesamten Deutschland befindlichen Gewerkschaftsbibliotheken vor der Vernichtung durch die Nationalsozialisten.
Friedrich Lorenz Schmidt erwarb sich in seiner langjährigen Tätigkeit als Archivar und Historiker hohe Verdienste der Stadt Zeulenroda. Seine größte Herausgabe war die Geschichte der Stadt Zeulenroda, die in den Jahren 1935 bis 1953 entstand.
Gewürdigt wurde er mit dem Titel „Stadtarchivar“, welchen er 1938 von der Stadt erhielt. Seit der Gründung des Kreises Zeulenroda im Jahr 1952 war er als ehrenamtlicher Denkmalpfleger tätig. Seit 1954 war er hauptamtlicher Archivar und erhielt im Jahr 1958 das Prädikat „Staatlich geprüfter Archivar“. Im Oktober 1969 verließ er im Alter von 84 Jahren seine Wirkungsstätte, das Stadtarchiv Zeulenroda.
| Personendaten    | Personendaten                  |
| ---------------- | ------------------------------ |
| NAME             | Schmidt, Friedrich Lorenz      |
| KURZBESCHREIBUNG | deutscher Heimatschriftsteller |
| GEBURTSDATUM     | 8. Februar 1886                |
| GEBURTSORT       | Zeulenroda                     |
| STERBEDATUM      | 30. Juli 1970                  |